# Tetanolita palligera
Tetanolita palligera là một loài bướm đêm thuộc họ Noctuidae. Nó được tìm thấy ở British Columbia phía nam đến Oregon, Arizona và California.